# Округ Вудвард (Оклахома)
Вудвард (енгл. Woodward County) је округ у америчкој савезној држави Оклахома.

## Демографија
По попису из 2010. године број становника је 20.081, што је 1.595 (8,6%) становника више него 2000. године.
| Група             | 2000.          | 2010.          |
| Белци             | 16.692 (90,3%) | 16.632 (82,8%) |
| Афроамериканци    | 204 (1,1%)     | 317 (1,6%)     |
| Азијати           | 89 (0,5%)      | 115 (0,6%)     |
| Хиспаноамериканци | 896 (4,8%)     | 2.128 (10,6%)  |
| Укупно            | 18.486         | 20.081         |